# Ephebophilie
Die Ephebophilie (altgriechisch ἔφηβος éphebos „Jüngling, junger Mann“ und -philie) bezeichnet die Neigung (Sexualpräferenz) zu pubertären und postpubertären Jungen. Im englischen Sprachraum wird der Begriff nicht geschlechtsspezifisch verwendet.

## Allgemein
Der Begriff wurde von Magnus Hirschfeld geprägt, erschien erstmals in dessen 1906 erschienenem Werk Vom Wesen der Liebe und beschreibt das erotisch-sexuelle Interesse von Männern an Jungen von der Pubertät bis zu einem Alter von 20 Jahren. Er wird dort dem Begriff Parthenophilie gegenübergestellt, welcher das erotisch-sexuelle Interesse an pubertierenden Mädchen ausdrückt. In seinem Werk Die Homosexualität des Mannes und des Weibes aus dem Jahre 1914 stellte Hirschfeld ein ganzes Begriffssystem vor und führte insbesondere aus: „Die beiden Hauptgruppen, von denen jede etwa 45 % der gesamten [männlichen] Homosexuellen betragen dürfte, sind die Ephebophilen, die Personen vom Beginn bis zum Abschluß der Reife, also im Jünglingsalter von etwa 14–21 Jahren, lieben, und die Androphilen […].“ Die US-amerikanischen Autoren Stephen Donaldson und Wayne Dynes konstatierten 1990 eine aktuelle Begriffsverwendung bei einem Altersbereich von nunmehr 17 bis 21 Jahren. Der von Hirschfeld auf 45 Prozent geschätzte Anteil der Ephebophilen unter allen männlichen Homosexuellen wurde von späteren Studien tendenziell gestützt: So gaben in einer Studie aus den 1950er Jahren mit 222 homosexuellen Männern jeweils 24 Prozent die untere Grenze des bevorzugten Partneralters mit einem Wert zwischen 13 und 16 bzw. zwischen 17 und 19 Jahren an; in einer Studie aus den 1990er Jahren mit 48 homosexuellen Männern, denen Fotos von Männergesichtern gezeigt wurden, die auf 18, 23, 32, 44 und 58 Jahre geschätzt wurden, fanden 81 Prozent eine der beiden jüngsten Kategorien sexuell am attraktivsten, wobei die jüngste noch etwas besser abschnitt. Eine ähnliche Bewertung zeigt sich allerdings auch bei den befragten heterosexuellen Männern mit dem Unterschied, dass die jüngste Kategorie kaum genannt wird; die zweitjüngste Kategorie jedoch am häufigsten.
Der Unterschied zwischen der Ephebophilie (bzw. der Neoterophilie) einerseits und der Pädophilie andererseits liegt darin, dass Ephebophile sexuelles Interesse an Jungen oder jungen Männern haben, die die Pubertät bereits erreicht haben.
In Deutschland spricht man von sexuellem Missbrauch von Kindern, wenn sexuelle Kontakte mit Kindern unter 14 Jahren (Schutzalter) stattfinden. Unter besonderen Umständen, beispielsweise für Schutzbefohlene oder bei Ausnutzung einer Zwangslage, liegt das Schutzalter höher. In anderen Ländern ist die juristische oder kulturelle Schutzalterschranke z. T. höher oder tiefer – in der Schweiz liegt das Schutzalter zum Beispiel bei 16 Jahren.
Ephebophilie wird im DSM-IV-TR und in der ICD-10 der Weltgesundheitsorganisation nicht eigens beschrieben, kann aber als ICD-10-Diagnose F65.9 „Störung der Sexualpräferenz, nicht näher bezeichnet“ kodiert werden. Die Berliner Sexualforscher Ahlers, Schaefer und Beier definieren Ephebophilie als die sexuelle Ansprechbarkeit durch postpubertäre Jungen, bei der „es sich um eine sexualbiologisch erwartbare Reaktion [handelt], die demzufolge nicht als Störung der sexuellen Präferenz […] kategorisiert wird“.
Auf viele Ephebophile wirken die Naivität von Jugendlichen und deren Begeisterung für neue Erfahrungen (einschließlich sexueller und romantischer Verwicklungen) im Gegensatz zu den skeptischer erscheinenden Einstellungen älterer Erwachsener anziehend.